# Kloster Benninghausen

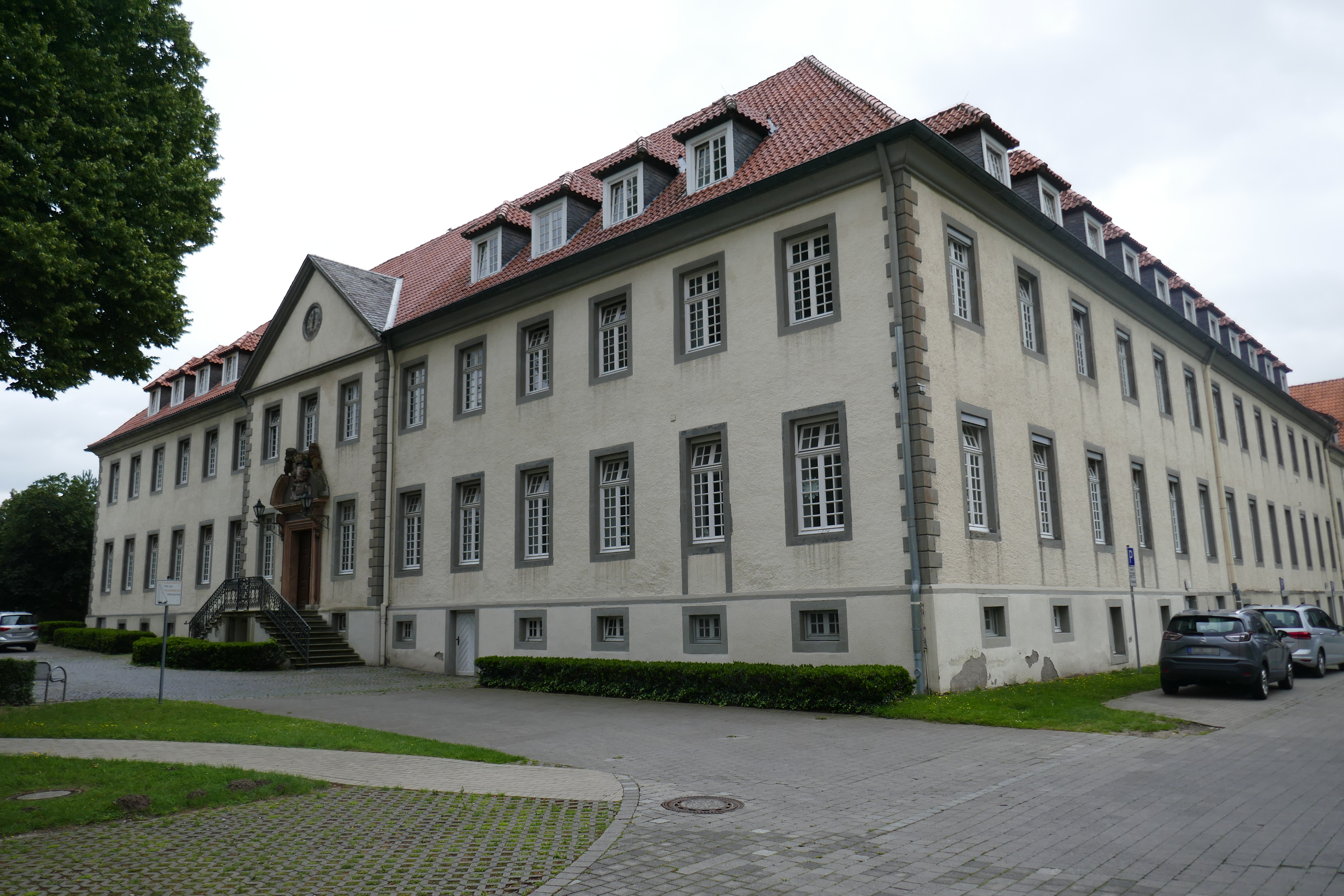
Kloster Benninghausen

Beim Zisterzienserinnen-Kloster in Benninghausen handelte es sich um eine Gründung des Klosters Gevelsberg in der Gemeinde Benninghausen, jetzt Stadtteil von  Lippstadt,  aus dem 13. Jahrhundert. Von einem Nonnenkloster mit überwiegend nichtadligen Nonnen entwickelte es sich im 17. Jahrhundert mehr und mehr zu einem adligen Damenstift. 1804 wurde das Kloster aufgehoben. Die Kirche wird bis heute als Pfarrkirche genutzt. In den übrigen Baulichkeiten wurde das Provinzial-Landarmen- und Arbeitshaus Benninghausen (heute als westfälisches Pflege- und Förderzentrum Teil der LWL-Klinik Lippstadt) untergebracht.

## Geschichte und Entwicklung
1240 stifteten der Ritter Johann von Erwitte und seine Frau Hildegunde das Kloster Benninghausen. Das Kloster wurde als Tochterkloster von Kloster Gevelsberg gegründet. Der Kölner Erzbischof Konrad von Hochstaden bestätigte die Stiftung, verbunden mit einem Ablass für alle, die zum Aufbau des Klosters beitragen würden. Die geistliche Aufsicht übernahmen die Äbte des Klosters Altenkamp.
Die Stifter übertrugen dem Kloster ihre Kirche mit einigen Gütern in Benninghausen. Daneben erhielt das Kloster weitere Schenkungen (zumeist Memorienstiftungen). Diesen Besitz vermehrten die Nonnen durch verschiedene Ankäufe. So besaßen sie nach einiger Zeit Ländereien in den Pfarreien Erwitte, Horn, Hellinghausen, Ostinghausen, in der Soester und Lippstädter Gegend, bei Altengeseke und im Münsterland. Seit 1482 ist die Inkorporation der Pfarrei St. Martin in Benninghausen in das Kloster nachweisbar. In den 1720er Jahren erhielt der Konvent einen barocken Neubau.
Bei der Aufhebung am 10. Mai 1804 besaß das Kloster 153 Morgen Ackerland, 182 Morgen Wiesen und Weiden, etwa 100 Morgen Wald sowie drei Mühlen, ein Kornhaus und ein Brauhaus. Das Klostergebäude befand sich an der Westseite der Kirche. Es bestand aus vier Flügeln, die einen quadratischen Kreuzgang umschlossen.
Das Kircheninnere birgt ein einzigartiges Kunstwerk: Das Benninghauser Kreuz aus dem 11. Jh. zählt zu den ältesten deutschen Großkruzifixen. Es stammt vermutlich aus Köln. Der Korpus Christi ist schlank proportioniert und feingliedrig. 
In den Quellen wird das Kloster „cenobium Cysterciensis“ (1241) und später „conventus sancte Marie in Benekinchusen“ (1297) genannt.

Die ersten Nonnen stammten aus dem Kloster Gevelsberg. Ihre Zahl lag lange Zeit bei etwa 50 (1280, 1329 und 1509). Um 1700 war ihre Zahl auf 13 abgesunken. Zum Zeitpunkt der Auflösung des Klosters lebten nur noch fünf Chorschwestern im Kloster.
Schulunterricht lässt sich im 13. Jahrhundert nachweisen. 1479 erfolgte eine Reformierung des Klosters. Von den Wirren der Reformationszeit blieb das Kloster weitgehend unberührt. Seit dem 17. Jahrhundert entwickelte sich das Kloster immer mehr hin zu einem adligen Damenstift. Stammten die Nonnen anfangs vorwiegend aus der Bürgerschaft der Städte Lippstadt, Erwitte und Soest, so kamen sie ab dem 17. Jahrhundert zunehmend aus dem Adel. 
Das Archiv wurde nach der Auflösung des Klosters im Staatsarchiv Münster untergebracht. Eine Bibliothek ist nicht überliefert.

## Liste der Äbtissinnen
- 1240          Christina
- 1276          Bertradis
- 1282          Wikburgis
- 1294/1302 Methildis
- 1309/1325 Gertrud
- 1330          Christina
- 1342          Gosta
- 1360          Odilia
- 1363/1365 Margareta van dem Sode
- 1386/1402 Alheid Vrovendorpes
- 1402/1429 Aleken Rostes
- 1442          Styne van Kywe
- 1455/1475 Otberge von dem Rodenberge
- 1484/1486 Anna I. Kettelers
- 1488/1496 Petronilla von Galen
- 1509–1548 Anna II. Kettelers
- 1548–1566 Margareta von Galen
- 1567–1576 Margareta von Merveldt
- 1578/1579 Margareta von Plettenberg
- 1579–1614 Anna von Walraben
- 1614–1635 Anna von der Heese
- 1635–1663 Elisabeth Hellenberg Grüter
- 1663–1677 Erika Elisabeth von Berninghausen
- 1678–1703 Anna Erika von Westphalen
- 1703–1706 Agnes Elisabeth von der Heese
- 1707–1725 Sophia Elisabeth von Oheimb
- 1725–1759 Anna Theodora von Kleinsorgen
- 1759–1772 Maria Theresia von Schorlemer zu Oberhellinghausen
- 1772–1804 Antonette von Amelunxen

## Liste der Pröpste
- 1245          Werner
- 1261/1262 Meinward
- 1267	         Johann
- 1270/1276 Hermann
- 1297          Theodericus
- 1325          Daniel
- 1347          Arnold
- 1455          Johann von Essen
- 1481          Borgerdes
- 1516          Christian von Köllen
- 1521          Heinrich von Schedyngen
- 1528/1535 Nikolaus von Antwerpen
- 1541/1551 Johannes von Kempen
- 1562          Gerhard von Bamberg
- 1611          Johannes von Dale
- ohne Jahr   Peter Sengelingh
- 1620          Adolph Balke, Mönch in Marienfeld
- 1621          Bernard Johanninck, Mönch in Marienfeld (–1654)
- 1625/1628 Joachim Schütte, Mönch in Marienfeld
- 1628          Jodocus Rose, Mönch in Marienfeld (1614–1665)
- 1632          Johannes von Werden, Abt von Marienfeld (1634–1646)
- 1635          Johannes Hageöke, Mönch in Marienfeld (1626–1672)
- 1647          Bernard Zumfelde, Mönch in Marienfeld (1628–)
- 1662/1668 Heinrich Voß, Mönch in Marienfeld (1653–1713)
- 1670/1672 Christian Sternberg, Mönch in Marienfeld (1654–)
- 1676          Albert Bispinck, Mönch in Marienfeld (1647–1685)
- 1696/1702 Ludwig Schwolle, Mönch in Marienfeld (1656–)
- 1743/1744 Heidenreich Quante, Mönch in Marienfeld (1716–1745)
- 1745/1753 Andreas Abage, Mönch in Marienfeld (1712–1753)
- 1759/1760 Adolph Hardenack, Mönch in Marienfeld (1735–1780)
- 1761/1764 Ernestus Eulenberg
- 1765/1785 F.K. Thoharen
- 1770/1771 Benediktus Klümper
- 1782          Ambrosius
- 1785/1789 H. Ringenberg
- 1790          Ciriacus Frilink
- 1791/1819 Aloys Holz